# Будинок Київської думи
Будинок Київської думи — втрачена пам'ятка архітектури кінця XIX століття у Києві, що знаходилася на вулиці Хрещатик, 18 (на Думській площі — сучасному Майдані Незалежності), 1 листопада 1941 року та розібрана 1944 року.

## Історія
1873 року Міська дума, доти розташована у будинку Назарія Сухоти, виділила 180 тис. рублів для спорудження нового приміщення. Проєкт нової будівлі було розроблено київським архітектором німецького походження Олександром Шіле.
22 липня 1874 року було урочисто закладено будівлю. Опісля міський голова П.Демидов-Сан-Донато запросив усіх гостей на святковий сніданок, а увечері на Хрещатику було влаштовано святкову ілюмінацію.
22 січня 1878 року дума провела перше засідання у новій будівлі.
Споруда була первісно двоповерхова, увічнена чотирикутною вежею з годинником та шпилем, увінчаним фігурою Архистратига Михаїла.
Споруда мала підковоподібну форму, бічні сторони виходили у тил споруди.
Від входу починались мармурові сходи, що прямували до овальної зали завдовжки 20 і завширшки 13 метрів. Посередині зали був стіл для гласних. Зала була прикрашена портретом імператора Олександра II, влаштований на ліпному плафоні. Герб міста було обрамлено грецьким бордюром.
На першому поверсі будівлі розташовувались численні крамниці.
У 1876—1880 роках у будівлі також працювала рисувальна школа М. Мурашка. 1881 року у будівлі думи розмістився перший в Європі пункт нічних лікарських чергувань.
У 1890-х роках було добудовано третій поверх.
Після встановлення радянської влади у будівлі розмістився міськвиконком. При цьому фігуру Архистратига Михаїла було замінено червоною зіркою.
1 листопада 1941 року будівлю було спалено, однак коробка споруди збереглася і була остаточно розібрана 1944 року, оскільки проєкт повоєнної реконструкції Хрещатика не передбачав відновлення цієї споруди.